# Archives nationales des Îles Cook
Pour les articles homonymes, voir Archives nationales (homonymie).
Les Archives nationales des Îles Cook (maori des îles Cook : Punanga Akamou Korero, anglais : National Archives of the Cook Islands ) sont l'institution chargée de la gestion des archives de cet archipel du Pacifique indépendant depuis 1965. Les Archives dépendent du ministère du Développement culturel, elles ont été fondées en 1974 sous la mandature d'Albert Royle Henry, le premier Premier ministre des Îles Cook. Depuis 1987, le centre d'archives est hébergé à l'observatoire de sismologie de la vallée de Takuvaine.